# Jules Lanclume
Jules Lanclume (* 25. Juli 1991) ist ein französischer Radrennfahrer aus dem Überseedépartement Guadeloupe.
Lanclume konnte sich bei der Tour de la Guadeloupe 2010 auf der dritten und der sechsten Etappe jeweils unter den Top 5 platzieren. Im Jahr 2011 gewann er bei seiner Heimatrundfahrt die sechste Etappe, womit er seinen ersten Erfolg auf der UCI America Tour feiern konnte.

## Erfolge
- 2011: eine Etappe Tour de la Guadeloupe